# Риу-Меан
Риу-Меан (порт. Rio Meão)  —  район (фрегезия) в Португалии,  входит в округ Авейру. Является составной частью муниципалитета  Санта-Мария-да-Фейра. Находится в составе крупной городской агломерации Большой Порту. По старому административному делению входил в провинцию Дору-Литорал. Входит в экономико-статистический  субрегион Энтре-Доуру-и-Воуга, который входит в Северный регион. Население составляет 4688 человек. Занимает площадь 6,47 км².
Покровителем района считается Иаков Зеведеев (порт. S. Tiago). 